# Caroline/McLeod-Affäre

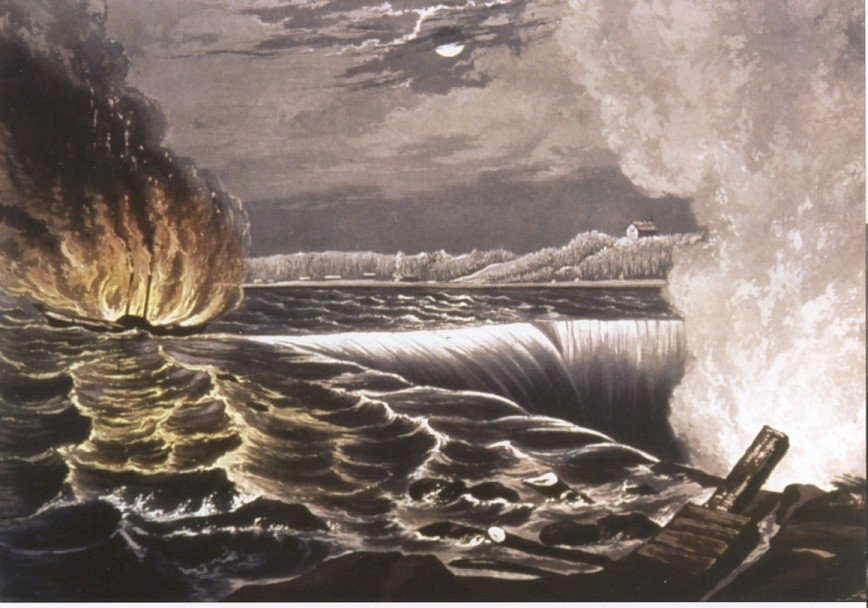
Die brennende Caroline treibt auf die Niagarafälle zu (zeitgenössische Darstellung von George Tattersall)

Die Caroline/McLeod-Affäre führte am Rande der Bestrebungen Kanadas nach Unabhängigkeit von der britischen Kolonialherrschaft in den Jahren 1837 bis 1840 zu einer Krise zwischen dem Vereinigten Königreich und den Vereinigten Staaten.
Nachdem die Rebellionen von 1837 (vgl. Geschichte Kanadas) von britischen Truppen niedergeschlagen worden waren, zog sich William Lyon Mackenzie, einer von deren Anführern im anglophonen Oberkanada, mit einer Gruppe von Rebellen auf die im Niagara River nahe der Grenze zu den USA gelegene Navy Island zurück und rief dort die kurzlebige Republik Kanada aus. In den USA war die Sympathie für den Aufstand groß und die Rebellen hatten US-amerikanisches Territorium als Flucht- und Versorgungsraum genutzt. Auch nach dem Rückzug nach Navy Island wurden die Aufständischen durch Sympathisanten aus den USA unterstützt.
Am 29. Dezember 1837 wurde das Versorgungsschiff Caroline, das auch Waffen geladen hatte, von der Royal Navy unter Captain Andrew Drew gekapert und auf kanadisches Hoheitsgebiet gezogen. Die Soldaten setzten das Schiff in Brand und ließen es danach mit festgezurrtem Ruder in der Flussmitte treiben, so dass es die Niagarafälle hinabstürzte. Bei der Enterung kamen bis zu zwei Amerikaner – nämlich mit Amos Durfee einer der Aufständischen sowie ein Kabinenjunge – ums Leben. In der Presse der Vereinigten Staaten war jedoch von Dutzenden Amerikanern die Rede, die hilflos auf dem brennenden Schiff die Niagarafälle hinabgetrieben sein sollen. Zahlreiche Protestveranstaltungen wurden abgehalten.
Auf Ersuchen des Gouverneurs von New York, William L. Marcy, entsandte Präsident Martin Van Buren Truppen unter Führung von General Winfield Scott an die Nordgrenze. Großbritannien gab weder zu noch stritt es ab, das Unternehmen befohlen zu haben. Die Affäre war schon fast vergessen, als der britische Marine-Major Alexander McLeod im November 1840 geschäftlich in den Staat New York kam und sich dort seiner Teilnahme an dem Angriff auf die Caroline brüstete. Am 27. Januar 1841 wurde er verhaftet und wegen Mordes an Durfee angeklagt.
England forderte seine Freilassung, da McLeod auf Anweisung der britischen Regierung gehandelt habe – womit diese ihre Verwicklung zugab – und die Affäre eine Frage des internationalen Rechts, der Gerichtshof von New York daher nicht zuständig sei. Der nunmehrige Präsident William Henry Harrison sah die englischen Forderungen als gerechtfertigt an, hoffte aber zunächst auf eine Niederschlagung des Verfahrens durch den neuen Gouverneur von New York, William H. Seward. Seward verweigerte das jedoch mit der Begründung, dass die Caroline sich in amerikanischem Hoheitsgewässer befunden habe, zu der Zeit kein Kriegszustand bestanden habe und daher die Teilnehmer des Unternehmens sich als Individuen zu verantworten hätten. McLeod präsentierte jedoch überraschend ein Alibi und wurde noch im selben Jahr freigesprochen.
Am 28. Juli 1842 entschuldigte sich die britische Regierung für die Verletzung des amerikanischen Territoriums. Am 29. August 1842 erließ der Kongress der Vereinigten Staaten ein Gesetz, nach dem derartige Fälle nur vor einem Bundesgericht verhandelt werden dürfen.